# Californie de l'Est

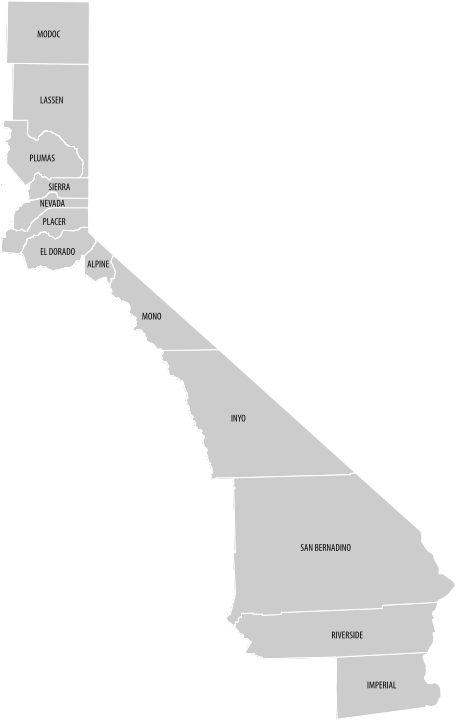
Les comtés bordant l'est de la Californie.

La Californie de l'Est (en anglais : Eastern California) est une région des États-Unis qui correspond, selon le contexte, aux territoires de la Californie situés à l'est de la Sierra Nevada ou aux comtés bordant l'est de la Californie.
Dans cette dernière définition, les comtés sont les comtés de : Modoc, Lassen, Plumas, Sierra, Nevada, Placer, El Dorado, Alpine, Mono, Inyo, San Bernardino, Riverside et Imperial.